# 金子武志
金子武志（かねこ たけし、1959年3月22日 - ）は、日本の裁判官。神奈川県出身。司法研修所教官等を経て、札幌高等裁判所部総括判事。慶應義塾大学卒業。

## 経歴
- 1985年　司法修習生（第39期）
- 1987年　札幌地方裁判所判事補任官
- 1989年　京都地方裁判所・京都家庭裁判所判事補
- 1992年　山形地方裁判所・山形家庭裁判所鶴岡支部判事補
- 1995年　大阪地方裁判所判事補
- 1997年　大阪地方裁判所判事
- 1998年　秋田地方裁判所・秋田家庭裁判所大曲支部長
- 2001年　東京高等裁判所判事職務代行
- 2004年4月　東京高等裁判所判事
- 2004年6月　山形地方裁判所・山形家庭裁判所部総括判事（刑事部）
- 2008年4月　司法研修所教官
- 2012年4月　千葉地方裁判所部総括判事・千葉簡易裁判所判事
- 2018年10月 札幌高等裁判所部総括判事

## 担当訴訟
- 加藤紘一（衆院議員）の実家放火事件（山形地裁裁判長　被告の右翼団体構成員に対し、懲役8年判決　2007年）
- 山形一家3人殺傷事件（2006年に山形県飯豊町で起きた2名殺害、1名重傷の殺人・同未遂事件で、死刑求刑の被告人に対し無期懲役判決　2007年）

| スタブアイコン | サブスタブ | この項目は、まだ閲覧者の調べものの参照としては役立たない、人物に関連した書きかけの項目です。この項目を加筆・訂正などしてくださる協力者を求めています（P:人物伝/PJ:人物伝）。 |